# 노르디 무키엘레
노르디 무키엘레 무레르(프랑스어: Nordi Mukiele Mulere, 1997년 11월 1일 ~ )는 프랑스의 축구 선수이다. 그의 포지션은 수비수로, 현재 프리미어리그의 선덜랜드에서 활약하고 있다.

## 어린 시절
무키엘레는 프랑스 몽트뢰유에서 콩고 민주 공화국 혈통의 부모에게서 태어났다.

## 클럽 경력

### 라발
무키엘레는 라발에서 프로 경력을 시작했고, 17세의 나이로 1군에 합류했다. 2014년 11월 28일 그는 1-1로 비긴 오세르와의 리그 2 경기에서 데뷔전을 치렀다. 그는 라발에서 뛰는 동안 주목을 받았고, 이적료 €1.35m에 몽펠리에 HSC로 이적하였다.

### 몽펠리에
무키엘레는 2017년 1월 몽펠리에로 이적했다. 2017년 1월 21일 그는 2-0으로 패한 메스와의 리그 1 경기에서 데뷔전을 치렀다.

### RB 라이프치히

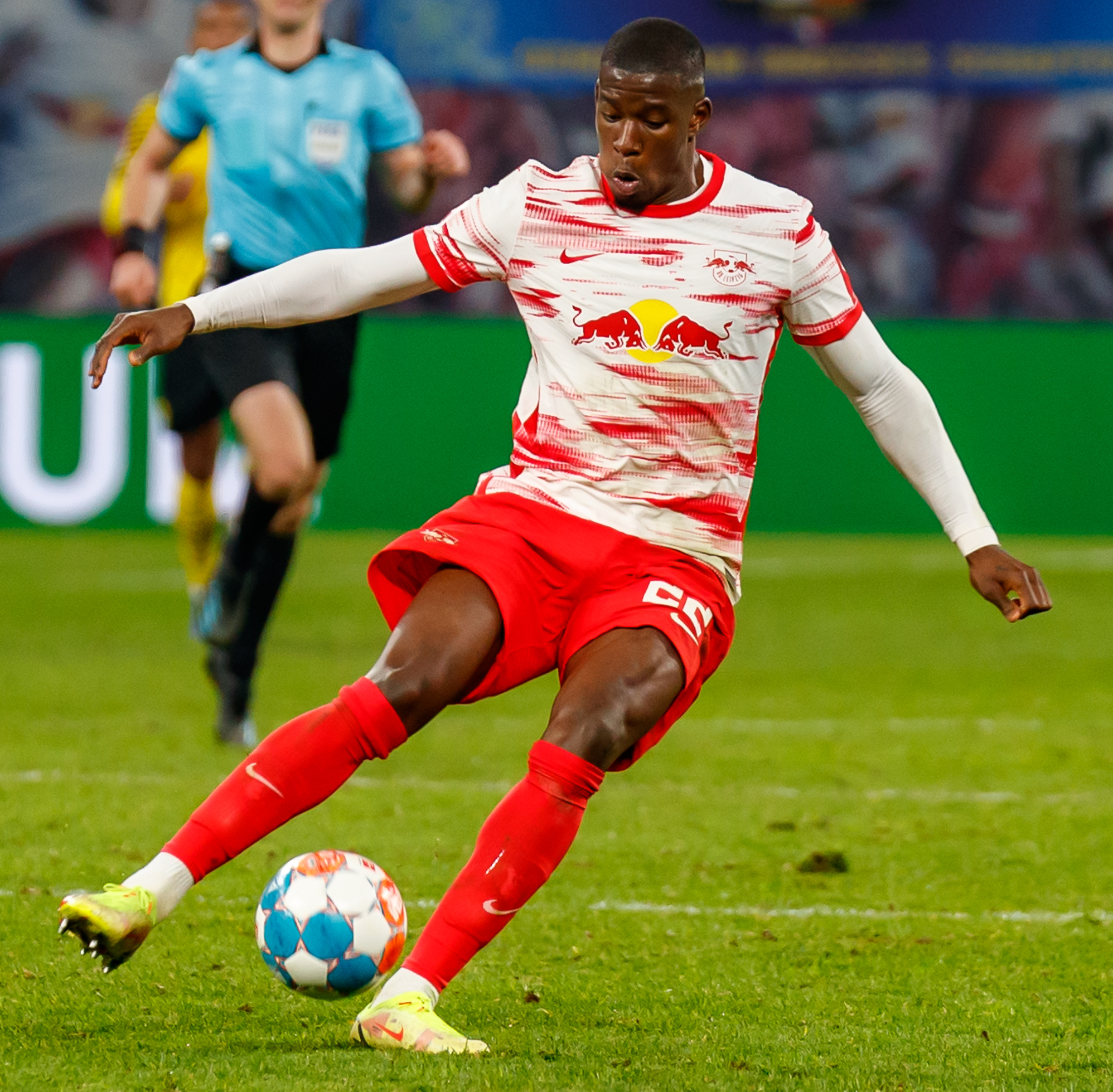
2021년 RB 라이프치히에서 경기 중인 무키엘레

2018년, 무키엘레는 분데스리가의 RB 라이프치히와 5년 계약을 맺고 이적하였다. 몽펠리에에 지불된 이적료는 €16M으로 추정된다. 2018년 7월 26일, 그는 헤켄과의 UEFA 유로파리그 예선 경기에서 데뷔전을 치렀고, 경기는 4-0 승리로 끝났다. 그의 첫 분데스리가 경기는 2018년 9월 2일 1-1로 비긴 포르투나 뒤셀도르프와의 경기에서 이뤄졌다. 2019년 5월 18일, 그는 2-1로 패한 베르더 브레멘과의 리그 경기에서 라이프치히에서의 데뷔골을 기록했다.
2020년 12월 2일, 무키엘레는 4-3으로 이긴 이스탄불 바샥셰히르와의 원정 경기에서 UEFA 챔피언스리그 데뷔골을 기록했다. 2021-22 시즌, 그는 SC 프라이부르크와의 DFB-포칼 결승전에 후반전에 교체 투입되어 출전하였고, 이 경기에서 그의 첫 우승컵을 들어올렸다.

### 파리 생제르맹
2022년 7월 26일, 무키엘레는 리그 1의 파리 생제르맹과 2027년 6월 30일까지 5년 계약을 맺었다. RB 라이프치히에 지불된 이적료는 €10M이며, 보너스는 €6M으로 추정된다. 7월 31일, 그는 4-0으로 이긴 낭트와의 트로페 데 샹피옹 경기에서 파리 생제르맹 데뷔전을 치렀다.

## 국가대표팀 경력
그는 2021년 9월에 월드컵 예선전을 위해 프랑스 축구 국가대표팀에 처음으로 소집되었다. 그는 2021년 9월 7일, 2-0으로 이긴 핀란드와의 월드컵 예선전 경기에서 67분에 레오 뒤부아와 교체되며 데뷔전을 치렀다.

## 수상 내역
RB 라이프치히
- DFB-포칼: 2021–22; 준우승: 2020–21[22]

파리 생제르맹
- 리그 1: 2022–23[23]
- 트로페 데 샹피옹: 2022[24]